# Casuari comú
El casuari comú (Casuarius casuarius) és un gran ocell no volador de la família dels casuàrids (Casuariidae) que habita zones de selva del nord-est d'Austràlia, Nova Guinea i alguna illa propera. S'anomenen també casuaris a la resta d'espècies de la seva família.

## Morfologia

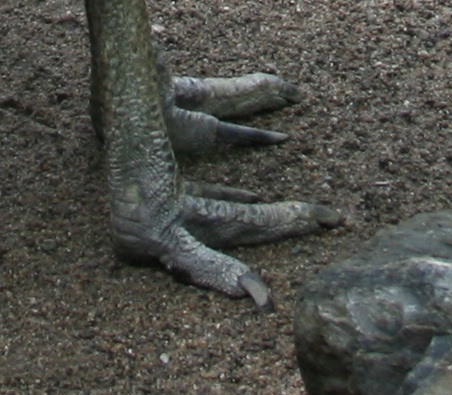
Detall dels peus mostrant la llarga ungla del dit intern

- Fa 127 – 170 cm d'alçària, amb un pes d'uns 58 kg les femelles i al voltant de 32 kg els mascles. És el tercer ocell amb més pes del món (després de l'estruç comú i l'estruç de Somàlia).[2]
- Plomatge dur i rígid, en general negre llustrós.
- Cara i coll blaus, clatell vermell, i dos carúncules vermelles penjant de la gola. Gran casc ossi sobre el cap.
- Els peus són foros, amb tres dits, l'interior dels quals està dotat d'una urpa de gran llargària que pot utilitzar d'arma.[3]
- No hi ha dimorfirme sexual quant a la coloració del plomatge, si bé la femella és major, amb carúncules més acolorides i casc més gran.
- Les cries tenen ratlles longitudinals alternes blanc groguenc i marró.

## Hàbitat i distribució
Habita al bosc humid, amb freqüencia a prop de corrents fluvials, en terres baixes i muntanyes fins als 3300 m, a l'oest, sud i est de Nova Guinea, illes Aru i Queensland, al nord-est d'Austràlia. S'ha introduït a Seram, a les Moluques.

## Alimentació

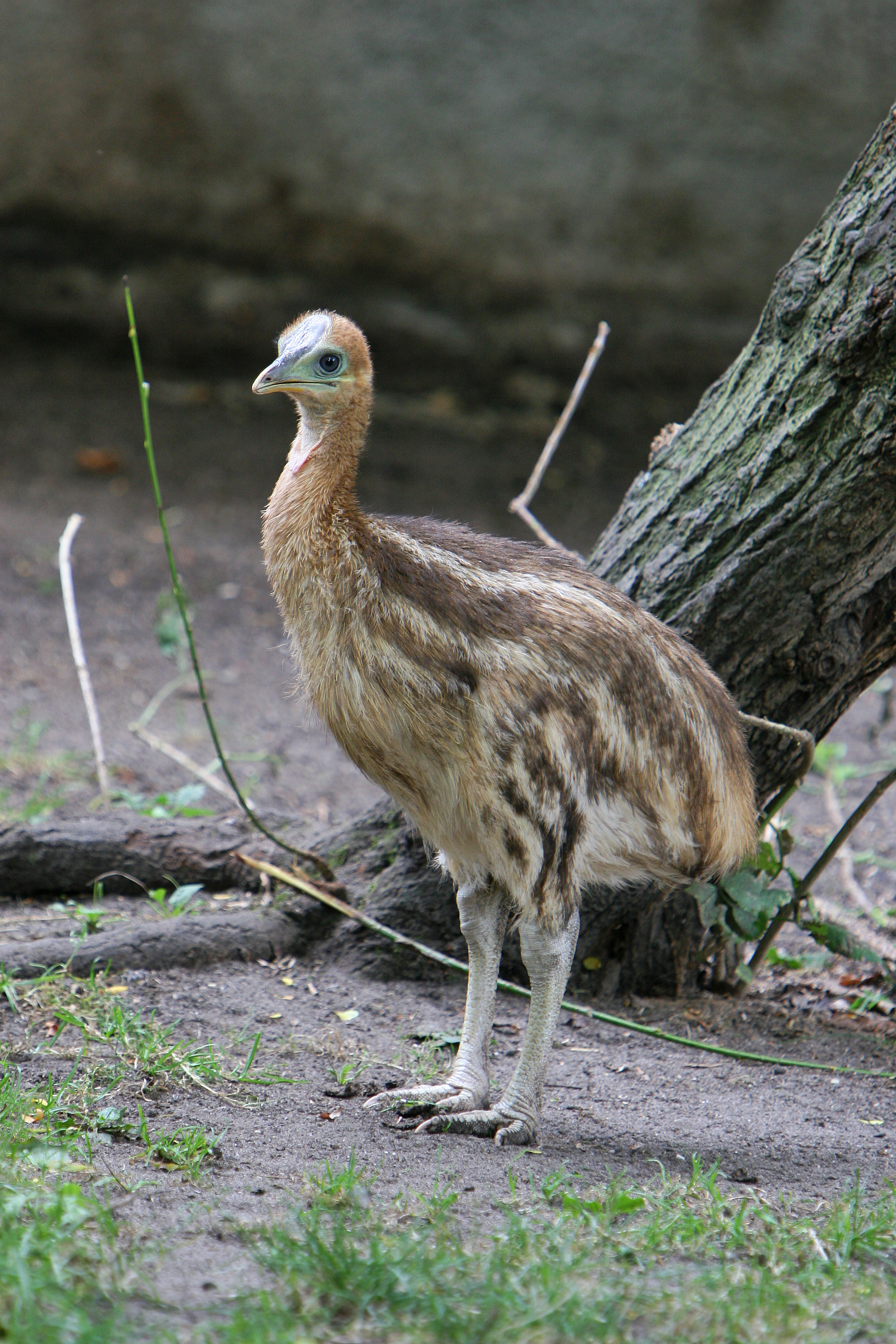
Cria a l'Artis Zoo, Països Baixos

S'alimenta d'una gran varietat de fruites del bosc que plega del terra. Ocasionalment menja petits animalons o els seus cadàvers i encara serps.

## Reproducció
És una au solitària, que només s'ajunta en parella en època de cria, que té lloc a finals de l'hivern o primavera. El mascle fabrica un niu a terra que tapissa amb material vegetal, on la femella pon. El mascle cova els ous i cura dels pollets, que són nidífugs.